# 1817 en mathématiques
| Années des mathématiques : 1814 - 1815 - 1816 - 1817 - 1818 - 1819 - 1820    |
| Décennies des mathématiques : 1780 - 1790 - 1800 - 1810 - 1820 - 1830 - 1840 |

Cet article présente les faits marquants de l'année 1817 en mathématiques.

## Naissances
- 22 février : Karl Wilhelm Borchardt (mort en 1880), mathématicien allemand.
- 5 mars : Angelo Genocchi (mort en 1889), mathématicien italien.
- 11 juillet : Achille Brocot (mort en 1878), horloger et mathématicien amateur français.
- 19 juillet : Charles Briot (mort en 1882), mathématicien français.
- Eugène Prouhet (mort en 1867), mathématicien français.

## Décès
- Mai : Mathieu-Bernard Goudin (né en 1734), magistrat, mathématicien et astronome français.
- 30 juin : Li Rui (né en 1768), mathématicien chinois.
- 4 décembre : Aida Yasuaki (né en 1747), mathématicien japonais.